# Vestistilus patruclis
Vestistilus patruclis är en insektsart som beskrevs av Carl Stål 1864. Vestistilus patruclis ingår i släktet Vestistilus och familjen hornstritar. Inga underarter finns listade i Catalogue of Life.